# Emil Key
Carl Fredrik Edvin Emil Key, född 7 oktober 1822 i Edsbruk, död 31 december 1892 i Visby, var en godsägare och politiker (nationalliberal); ledamot av andra kammaren 1867–1880. Han var far till författaren Ellen Key. 

## Biografi
Släkten Key kom till Sverige från Skottland med James Key under det 30-åriga kriget. Key föddes i Edsbruk i Kalmar län, vistades efter sin fars frånfälle, och sedan modern ingått nytt äktenskap, i sin styvfars,  riksdagstalaren Adam Christian Raabs hem Ryssbylund norr om Kalmar. Där väcktes hos honom redan vid unga år det intresse för politiska frågor, som senare under en viss tid av hans liv nästan helt upptog hans tid.
Efter att 1838 i Lund ha avlagt student- och 1841 kansliexamen antogs Key 1842 såsom extraordinarie kanslist i Finansdepartementet. Han tillbringade en del av de närmsta åren på utländska resor som är skildrade i En resebeskrifning af Emil Key, 1846, och slog sig 1848 ned som lantbrukare på Sundholms säteri i Gladhammars socken, Södra Tjusts härad av Kalmar län. Där erhöll han inom kort en mängd kommunala uppdrag, satt 1862-1883 i Norra Kalmar läns landsting, där han 1872-1881 innehade vice ordförande- och 1882-1883 ordförandeplatsen, och var 1870-1871 samt 1880-1882 vice ordförande i Kalmar läns norra hushållningssällskap.
I slutet av 1870-talet drabbades han av den svåra kris som det svenska jordbruket då fick genomgå, och på nyåret 1880 tvingades han flytta från Sundsholm.
Samtidigt fick han tillfredsställa sitt begär att ta del i det politiska livet: 1867-1883 representerade han oavbrutet Södra Tjusts härad i riksdagens andra kammare där han var en av de mest bemärkta medlemmarna av lantmannapartiet. Begåvad med stor lätthet att uttrycka sig och verkande för sina politiska syften med mycken iver i tal och skrift både inom som utom riksdagen, blev Key en av sitt partis förtroendemän. Han hade 1868-1883 plats i riksdagens viktigaste utskott, statsutskottet, 1876-1880 såsom vice ordförande och 1881-1882 såsom ordförande, och i de särskilda utskott, som vid 1871 års urtima riksdag samt vid 1878 och 1883 års riksdagar tillsattes för försvarsväsendets och grundskatternas ordnande. 1879-1883 valdes han till medlem av talmanskonferensen.
Av regeringen utsågs Key till ledamot av rote- och rusthållarekommittén (1867-1868), skatteregleringskommittén (1879-1883), lantförsvarskommittén (1880-1882) och läroverkskommittén (1883). Bland de motioner, de var få, vid vilka Keys namn är fäst, kan nämnas den 1878 väckta motionen med förslag till ny härordning, vars grunder antogs av andra kammaren samma år och upptogs i regeringens vid 1883 års riksdag framlagda proposition. Då med detta förslags fall härordnings- och grundskattefrågorna, vilkas genomdrivande utgjorde främsta målet för Keys riksdagsmannaverksamhet, antagligen för en längre tid sköts åt sidan, sökte Key och erhöll 29 juni 1883 postmästartjänsten i Helsingborg samt nedlade samtidigt sitt mandat som riksdagsman.
Det var hans borgenärer som formligen tvingade honom till att söka postmästartjänsten. Annars hade han tvingats gå i konkurs – och att inte kunna göra rätt för sig var något som Emil Key fasade för. Det var mycket påkostande för honom att på detta sätt tvingas ta ifrån postverkets egna tjänstemän en plats som han själv inte hade några förutsättningar för. Nu haglade skymford och smädelser över honom från hans politiska motståndare inom tidningspressen.
Redan första året i Helsingborg upptäckte han en kassabrist på postkontoret, och detta upprepades sedan två gånger. Hans förtvivlan var stor. Han skrev att "det gäller mer än livet – det gäller det enda jag har kvar, hedern. Jag kan ju inte ens ta livet av mig, ty jag har en livassurans, som jag måste lämna i avbetalning på skuld." Bristen blev dock betäckt, men först några år efter hans död kom den sannolika förklaringen, i det en postvaktmästare blev ertappad med fleråriga försnillningar vid postkontoret.
Till den yttre förnedringen kom sorgerna över hans makas avtynande i en svår sjukdom och över förlusten av hans båda söner, som gått till sjöss och förblev borta. Makan dog år 1884 med en sista förmaning till de efterlevande tre döttrarna: "Små flickor, var snälla mot Pappa!"
Upprepade hjärnblödningar gjorde till slut Emil Key oförmögen att sköta sin syssla och nödgade honom att ta tjänstledigt. Under sina sista år var han sjuk, och avled i Visby under ett besök hos sin dotter Ada.
Emil Key var gift med grevinnan Sofia Ottiliana Posse. De hade tillsammans sex barn: Ellen Key, Ada Key, Emil Key, Mac Key, Carl Key samt Hedda Key, födda mellan 1849 och 1856.
Emil Keys gravvård finns på Västerviks gamla kyrkogård.